# Assoziierungsabkommen zwischen der Europäischen Union und der Ukraine
Das Assoziierungsabkommen zwischen der Europäischen Union und ihren Mitgliedstaaten einerseits und der Ukraine andererseits ist das erste Abkommen eines neuen Typs im Rahmen der Östlichen Partnerschaft der Nachbarschaftspolitik der EU. Es unterscheidet sich von den Stabilisierungs- und Assoziierungsabkommen in den früheren Phasen der Erweiterung der EU, insofern es nicht die ausdrückliche Zielbestimmung einer zukünftigen Vollmitgliedschaft in der EU enthält und die Rechtsübernahme aus der EU auf Einzelbereiche beschränkt. Auch der Binnenmarkt wird nur teilweise geöffnet.
Es wird mit seinem „politischen“ Teil seit November 2014, mit dem gesamten wirtschaftlichen Teil seit dem 1. Januar 2016 vorläufig angewandt – vorbehaltlich der Ratifizierung durch alle Mitgliedstaaten. Dieser Teil des Assoziierungsabkommens wurde am 21. März 2014 von den Staats- und Regierungschefs der Europäischen Union im Zuge eines EU-Gipfels in Brüssel unterzeichnet. Für die Ukraine unterschrieb Arsenij Jazenjuk, der Ministerpräsident der damaligen Übergangsregierung.
Der „wirtschaftliche“ Teil, der vor allem die Regelungen für ein Freihandelsabkommen enthält, wurde erst mit dem bei der ukrainischen Präsidentschaftswahl am 25. Mai 2014 neu gewählten ukrainischen Präsidenten Petro Poroschenko am 27. Juni 2014 bei einem EU-Gipfel unterzeichnet.
Im niederländischen Referendum sprachen sich 61,0 % gegen das Assoziierungsabkommen aus. Daraufhin erwirkte die niederländische Regierung eine Zusatzerklärung, die unter anderem Sicherheitsgarantien, militärische Unterstützung für die Ukraine sowie jegliche Verpflichtung der EU, Ukrainern die Freizügigkeit in der EU zu gewähren, ausschloss, und ratifizierte im Mai 2017 als letztes Mitglied der EU das Abkommen.

Europäische Union Ukraine

## Hintergrund
Der Vertrag ist im Vergleich zu den früheren Verträgen mit Nicht-Beitrittsländern außerhalb des Wirtschaftsraums der EU aufgrund der weitreichenden vertraglichen Regelungen einzigartig und „stellt eine neue Generation von Abkommen der EU mit Drittländern dar“.
Das Abkommen enthält auf 1200 Seiten in sechs Kapiteln staatspolitische und gesellschaftspolitische Ziele (Demokratie, Rechtsstaat, Menschenrechte), Maßnahmen zur Eindämmung der Korruption, Regelungen zur Zusammenarbeit in der Sicherheitspolitik, vor allem aber Regelungen zur Standardisierung und Angleichung im Handel, bei Zöllen, Steuern und Abgaben, im Wettbewerbsrecht, bei Energiefragen und im Bereich des Umweltschutzes.
Titel IV enthält die wirtschaftspolitisch zentrale Vereinbarung einer Vertieften und umfassenden Freihandelszone (DCFTA). Ziel ist, dass die Ukraine innerhalb von zehn Jahren die rechtlichen, politischen und wirtschaftlichen Bedingungen und Standards der EU durch tiefgreifende Reformen verwirklicht, so dass von der EU schrittweise, Zug um Zug, eine weitgehende Zoll- und Mengenfreiheit im Handel, die Visa-, Reise- und Beschäftigungsfreiheit, die Niederlassungsfreiheit von Unternehmen und der freie Finanz- und Kapitalverkehr umgesetzt werden können.
Die Aussetzung des EU-Ukraine-Assoziierungsabkommens am 21. November 2013 von der ukrainischen Regierung unter Präsident Wiktor Janukowytsch gilt als Auslöser für die Maidan-Proteste.

## Vorgeschichte
Das Abkommen sollte schon im Dezember 2011 beim EU-Ukraine-Gipfel in Kiew paraphiert werden. Wegen der Gerichtsprozesse gegen führende Oppositionspolitiker (Julija Timoschenko) verschob die europäische Kommission die Paraphierung, die erst am 30. März 2012 erfolgte, wobei keine Spitzenvertreter der EU und der Ukraine beteiligt waren. EU-Erweiterungskommissar Štefan Füle teilte mit: „Es ist nur ein erster Schritt. Alles beschränkt sich auf das rein technische Verfahren der Paraphierung des Dokuments durch die Leiter der Verhandlungsdelegationen, Miroslav Lajčák vom Europäischen Auswärtigen Dienst und Pawlo Klimkin, stellvertretender Außenminister der Ukraine“. Alles Weitere hänge von den politischen Entwicklungen in der Ukraine ab, so die EU-Kommission. Es sei noch ein weiter Weg bis zur Unterzeichnung des Abkommens.
Die deutsche Bundesregierung verlautbarte auf eine Anfrage von Abgeordneten hin, die Bundesregierung erwarte von der ukrainischen Regierung nachweisbare Fortschritte in Richtung Demokratie und Rechtsstaatlichkeit. Andernfalls sei eine Unterzeichnung des EU-Ukraine-Assoziierungsabkommens nur schwer vorstellbar". Nach der Meinung des Vorsitzenden des Auswärtigen Ausschusses im Europaparlament, Elmar Brok (EVP), sei die Parlamentswahl in der Ukraine 2012 entscheidend.
Michael Emerson vom Brüsseler Centre for European Policy Studies rechnete mit einer möglichen Unterzeichnung im November 2012 nach den Wahlen, falls sie als demokratisch eingestuft würden. Eine ganze Reihe von EU-Ländern wolle nach wie vor eine rasche Unterzeichnung des Abkommens. Kiew solle in der europäischen Integration eine Alternative zu Moskaus Plänen sehen, die Ukraine in die Zollunion mit Russland, Belarus und Kasachstan hineinzuziehen. „Natürlich wird Putin die Ukraine in der Frage der Zollunion stark unter Druck setzen. Aber wenn Janukowytsch dem nachgibt, dann wird dies das EU-Assoziierungsabkommen torpedieren.“ Eine Integration in Moskaus Zollunion liege nicht im Interesse der Ukraine. „Eine enge Zusammenarbeit mit Russland ist entgegen dem politischen und vor allem auch wirtschaftlichen Interesse, denn der russische Markt bietet den Ukrainern nichts.“

## Aussetzung des Abkommens
Am 21. November 2013 lehnte es die ukrainische Regierung von Wiktor Janukowytsch in einem Dekret ab, den Vertrag zu unterzeichnen. Dies geschah, nachdem der russische Präsident – Wladimir Putin – unter Anwendung wirtschaftspolitischen Drucks auf Janukowytsch eingewirkt hatte. Vertrauten gegenüber erklärte Janukowytsch später die Nichtunterzeichnung als Ergebnis eines Gesprächs mit Putin, der ihm gedroht habe, die Krim und einen Teil der südöstlichen Ukraine zu okkupieren.
Am 22. November 2013 erläuterte Ministerpräsident Asarow in einer Parlamentsrede die Entscheidung der Regierung. Zur gleichen Zeit versuchte Julija Tymoschenko in einem Brief an Präsident Wiktor Janukowytsch vergeblich, diesen zu einer Revision der Entscheidung zu bewegen. Der Schritt der Regierung erfolgte nach Angaben des Dekrets aus „Gründen der nationalen Sicherheit“. Die EU und die Ukraine sollten die Folgen des Abkommens zunächst gemeinsam mit Russland besprechen, hieß es. Als Begründung führte Janukowytsch aus, die Zeit sei noch nicht reif. Die Ukraine könne einen solchen Vertrag erst unterschreiben, wenn sie selbst stark sei: „Sobald wir ein Niveau erreichen, das uns bequem erscheint, wenn es unseren Interessen entspricht, wenn wir unter normalen Bedingungen verhandeln können, dann können wir über eine Unterzeichnung sprechen“, sagte Janukowytsch. „Wann dies sein wird, bald oder nicht so bald, wird die Zeit weisen.“ Janukowytsch sagte, dass der IWF der Ukraine bereits 2010 610 Millionen Euro technische Hilfe angekündigt habe: „Drei Jahre lang haben sie uns das wie ein Bonbon in einer schönen Verpackung gezeigt“. Am Ende hätten sich alle Hoffnungen, dass der IWF dem Land helfe, zerschlagen. Das sei „erniedrigend“ gewesen. Auf dem Osteuropa-Gipfel in Vilnius am 28. November 2013 wiederholte Janukowytsch seine Ablehnung gegenüber einem Kompromissvorschlag der EU. Er forderte Finanz- und Wirtschaftshilfen der EU. Die Ukraine sei mit ihren ernsten Finanz- und Wirtschaftsproblemen zuletzt alleine gelassen worden. Die von der EU angebotenen 600 Millionen Euro an Hilfen bezeichnete Janukowytsch als demütigend. 160 Milliarden Euro benötige sein Land, um sich innerhalb der nächsten Jahre dem EU-Standard anzunähern, reif zu sein für ein EU-Assoziierungsabkommen.
Angela Merkel sagte nach dem Treffen mit Janukowytsch 28. November 2013: „Der Präsident hat mir noch einmal gesagt, 50 Prozent der Exporte gehen nach Russland oder in die Republiken der Zollunion, 45 Prozent in die Europäische Union, also Bindung nach beiden Seiten. Und die Aufgabe für uns, die EU, wird sein, noch stärker mit Russland zu reden, wie wir aus dem Entweder-Oder, entweder Bindung an Russland oder Bindung an Europa – herauskommen und ich glaube, da liegt auch eine Aufgabe für Deutschland.“
Ministerpräsident Mykola Asarow sagte in einem Gespräch mit der APA in Kiew, angesichts der wirtschaftlichen Lage sei die Nichtunterzeichnung „die einzig richtige" Entscheidung gewesen: "Bis zum Frühjahr müssen wir unsere wirtschaftlichen Probleme lösen“. Er werde weiterhin versuchen, die EU von Dreier-Gesprächen mit Russland zu überzeugen.

Der frühere EU-Erweiterungskommissar Günter Verheugen sagte in einem Interview im November 2013, dass die EU bei den Verhandlungen mit der Ukraine zwei Fehler gemacht habe und daher die Hauptschuld trage. Einerseits habe die EU der Ukraine keine langfristige Perspektive gegeben und keine Klarheit zur Frage des Beitritts geschaffen, so dass die Menschen in der Ukraine nicht genau wüssten, ob sie in der EU erwünscht seien oder nicht. Man habe vermieden, der Ukraine zu sagen, dass das der Beginn eines langen Weges sei, der am Ende in die Europäische Union führen werde. Zum anderen sei die „ungeheure Komplexität“ der Ukraine nicht verstanden worden. 
Wir haben uns konzentriert auf die Frage der inneren Verhältnisse in der Ukraine und natürlich auch auf die wirtschaftlichen Möglichkeiten, aber wir haben vollkommen unterschätzt offenbar in der EU-Diplomatie, welchem Druck die Ukraine von außen ausgesetzt ist, und zugelassen, dass der Eindruck entstand, wir sind hier in einem Tauziehen zwischen Russland und der Europäischen Union, und der Preis bei diesem Tauziehen – Sie haben das ausgedrückt mit dem Bild der Braut, um die man sich bewirbt – ist die Ukraine. Das ist ganz falsch.

## Auswirkungen der Aussetzung
Die Aussetzung der Unterzeichnung löste landesweite Proteste gegen die kleptokratische Regierung unter Janukowytschs Präsidentschaft aus, die schließlich zu seinem Sturz führten.

## Unterzeichnung
Die Unterzeichnung des Assoziierungsabkommens erfolgte in zwei Schritten. Im März 2014 wurde ein Teil des Abkommens unterschrieben, die restlichen Kapitel folgten im Juni.
Der „politische“ Teil des Assoziierungsabkommens wurde am 21. März 2014 von den Staats- und Regierungschefs der Europäischen Union im Zuge eines EU-Gipfels in Brüssel unterzeichnet. Für die Ukraine unterschrieb Arsenij Jazenjuk, der Ministerpräsident der damaligen Übergangsregierung. Die Passagen des Abkommens, die am 21. März unterschrieben wurden, sind die Präambel, Artikel 1 („Ziele“), Titel I („Allgemeine Grundsätze“), Titel II („Politischer Dialog und Reformen, Politische Assoziation, Zusammenarbeit und Annäherung im Bereich der Außen- und Sicherheitspolitik“) sowie Titel VII („Institutionelle, Allgemeine und Schlussbestimmungen“).
Ziele der Assoziierung sind:
1. Förderung einer schrittweisen Annäherung zwischen den EU-Mitgliedstaaten und der Ukraine auf der Grundlage gemeinsamer Werte
2. Schaffung eines geeigneten Rahmens für einen intensiveren politischen Dialog in allen Bereichen von beiderseitigem Interesse
3. Förderung, Erhalt und Stärkung von Frieden und Stabilität auf regionaler und internationaler Ebene
4. Schaffung der Voraussetzungen für intensivere Wirtschafts- und Handelsbeziehungen und Unterstützung der Anstrengungen der Ukraine, den Übergang zu einer funktionierenden Marktwirtschaft zu vollenden
5. Intensivierung der Zusammenarbeit im Bereich Recht, Freiheit und Sicherheit, um die Rechtsstaatlichkeit sowie die Achtung der Menschenrechte und Grundfreiheiten zu stärken
6. Schaffung der Voraussetzungen für eine immer engere Zusammenarbeit in anderen Bereichen von beiderseitigem Interesse

Der „wirtschaftliche“ Teil, der vor allem die Regelungen für ein Freihandelsabkommen enthält, wurde erst mit dem bei der ukrainischen Präsidentschaftswahl am 25. Mai 2014 neu gewählten ukrainischen Präsidenten Petro Poroschenko am 27. Juni 2014 bei einem EU-Gipfel unterzeichnet.
Dieser Vertragsteil umfasst die Titel III („Recht, Freiheit und Sicherheit“), Titel IV („Handel und Handelsfragen“), Titel V („Wirtschaftliche und Sektorale Zusammenarbeit“) und Titel I („Finanzielle Zusammenarbeit einschließlich Betrugsbekämpfung“). In Titel IV ist die Errichtung einer vertieften Freihandelszone vorgesehen, Ein- und Ausfuhrzölle (z. B. für Ursprungswaren) sollen nach bestimmten Stufenplänen beidseitig gesenkt oder beseitigt werden. Eine engere Zusammenarbeit wurde in der Sicherheitspolitik vereinbart, unter anderem zum Thema Konfliktverhütung und Krisenbewältigung.

## Inhalt
Das Abkommen setzt sich aus einer Präambel, 486 Artikeln, 44 Anhängen (teilweise aus mehreren Teilen bestehend oder mit mehreren Anlagen), drei Protokollen und einer Gemeinsamen Erklärung zusammen. Artikel 1 definiert die Ziele, die restlichen Artikel verteilen sich auf sieben Titel:
- I Allgemeine Grundsätze (Artikel 2–3),
- II Politischer Dialog und Reformen, Politische Assoziation, Zusammenarbeit und Annäherung im Bereich der Außen- und Sicherheitspolitik (Artikel 4–13),
- III Recht, Freiheit und Sicherheit (Artikel 14–24),
- IV Handel und Handelsfragen (Artikel 25–336),
- V Wirtschaftliche und sektorale Zusammenarbeit (Artikel 337–452),
- VI Finanzielle Zusammenarbeit einschließlich Betrugsbekämpfung (Artikel 453–459),
- VII Institutionelle, Allgemeine und Schlussbestimmungen (Artikel 460–486).

Das 1200 Seiten umfassende Werk befasst sich auch mit Menschenrechten und ersten militärischen Ansätzen und Zusammenarbeit, die in einer Europäischen Beistandsklausel münden sollen, die den Verträgen der Europäischen Union nachgeahmt wurde.
Im Titel I Allgemeine Grundsätze wird im Artikel 2 auf Festlegungen in, unter anderem, der Schlussakte der Konferenz über Sicherheit und Zusammenarbeit in Europa in Helsinki von 1975 Bezug genommen (aus deren Folgekonferenzen ging 1995 die Organisation für Sicherheit und Zusammenarbeit in Europa hervor). In der Absichtserklärung verpflichteten sich damals alle beteiligten Staaten (auch die Sowjetunion) die Grenzen zu achten. Zu den weiteren Konventionen, auf die in diesem Artikel Bezug genommen wird gehören die Pariser Charta für ein neues Europa von 1990, die Allgemeine Erklärung der Menschenrechte der VN und die Europäische Konvention zum Schutze der Menschenrechte und Grundfreiheiten.
Der zweite Titel befasst sich mit Sicherheits- und Diskriminierungspolitik. So wird etwa in Artikel 4 Ziele des politischen Dialogs Absatz 2 Buchstabe d die Sicherheit des Europäischen Kontinents in den Vordergrund gerückt; in Buchstabe e wird der Schutz von Minderheiten aller Art garantiert; in Buchstabe f werden dann Absichtserklärungen zum Schutz und Zusammenarbeit in Verteidigungsfragen zwischen der Ukraine und der Europäischen Union genannt. In Artikel 10 des Assoziierungsabkommens wird eine stärkere Zusammenarbeit in Militärübungen im Rahmen der Gemeinsamen Sicherheits- und Verteidigungspolitik und Krisenbewältigung vereinbart und in dessen Absatz 3 die Prüfung eine verstärkten technologische Zusammenarbeit. Außerdem vereinbaren die Vertragsparteien, „[…] einen Beitrag zur Bekämpfung der Verbreitung von Massenvernichtungswaffen, dazugehörigem Material und Trägermitteln zu leisten […]“ (Artikel 11 Absatz 1 Satz 2). Neben Abrüstungspolitik (Artikel 12) wird auch die Zusammenarbeit in der Terrorismusbekämpfung (Artikel 13) angekündigt.
Der dritte Titel befasst sich unter anderem mit Drogenbekämpfung, Terrorismusbekämpfung, Asylrechten und den Menschenrechten sowie den Gesetzen. Die restlichen vier Titel, die Anhänge, die Protokolle und die Gemeinsame Erklärung befassen sich mit Handel und Handelsfragen, wirtschaftlicher, sektoraler und finanzieller Zusammenarbeit, institutionellem Rahmen sowie allgemeinen und Schlussbestimmungen.

## Ukraine zwischen den gemeinsamen Märkten der EU und der Staaten des postsowjetischen Raumes
Sowohl die EU als auch Russland sind wichtige Handelspartner der Ukraine. Beide investieren in die Wirtschaft der Ukraine und beide wollen die Ukraine enger an sich binden. In dieser Wettbewerbssituation bedeuten Vorteile für die EU oder für Russland häufig Nachteile für den jeweils anderen Wirtschaftspartner. Dieser Konflikt führte in den letzten Jahren mehrfach zu schwerwiegenden Handels- und Zollstreitigkeiten zwischen der Ukraine und Russland. Das Assoziierungsabkommen zwischen der Europäischen Union und der Ukraine steht in Konkurrenz zur Zollunion Russlands, zu dessen zollfreien gemeinsamen Markt die Ukraine über Freihandelsabkommen derzeit noch Zugang hat.

### Freihandelsabkommen der Ukraine mit Russland und den GUS-Staaten
Bedeutendste Wirtschaftspartner der Ukraine sind die GUS-Staaten. Ihr Anteil am Außenhandel der Ukraine betrug 2010 etwa 40 %. Etwa 30 Prozent ihres Außenhandels wickelte die Ukraine mit den EU-Staaten ab, weitere 30 % entfielen auf Asien und andere Länder. Beginn der 1990er Jahre geschlossene bilaterale Verträge der Ukraine mit Russland, Belarus und Kasachstan ermöglichten einen zollfreien Handel mit Gütern. Diese Verträge wurden im Oktober 2011 durch ein neues multilaterales Freihandelsabkommen der GUS abgelöst, das acht der elf Mitgliedsstaaten unterzeichneten, darunter wiederum die Ukraine, Russland, Belarus und Kasachstan. Regeln und Praktiken der Welthandelsorganisation (WTO) sind Grundlage dieses Abkommens. Die Eurasische Zollunion bildet seit 2011 einen weiteren zollfreien gemeinsamen Markt. Die Ukraine ist zwar nicht Mitglied, genießt aber über ihre verschiedenen Freihandelsabkommen einen zollfreien Zugang zum Markt dieser Zollunion von Russland, Belarus und Kasachstan.

### Auseinandersetzung zwischen Ukraine und Russland
Das Abkommen sorgte danach im August 2013 für Spannungen zwischen der Ukraine und Russland. Russland sah durch das Abkommen seine Zollunion mit Belarus und Kasachstan als gefährdet an. Die Ukraine soll dieser Zollunion beitreten, die einmal zur Eurasischen Union ausgebaut werden soll. Die Ukraine verkaufte 25 Prozent ihrer Exporte nach Russland.
Der damalige ukrainische Präsident Wiktor Janukowytsch bat am 3. September 2013 das Parlament, Gesetze zu erlassen, um den Beitritt zur EU schneller ermöglichen zu können (zu nennen wären Gesetzesangleichungen). Am 18. September 2013 stimmte das ukrainische Parlament den Empfehlungen des Präsidenten zu.
Der EU-Kommissionspräsident Barroso hatte am 25. Februar 2013 auf dem Gipfel in Brüssel gesagt, dass ein Beitritt in die von Russland geführte Zollunion nicht mit einer Annäherung an die EU oder einem Beitritt vereinbar sei, die Ukraine müsse sich dazwischen entscheiden; für Russland wiederum konnte das Assoziierungsabkommen mit der EU nicht gleichzeitig zu den bestehenden Wirtschaftsabkommen mit Russland gelten, woraufhin beschlossen wurde, die Ukraine im Fall eines Abkommens mit der EU mit gravierenden wirtschaftlichen Folgen aus der GUS-Freihandelszone auszuschließen. Barroso wurde für seine Aussagen kritisiert, da diese Haltung die Ukraine in die Arme Russlands treiben könne.
Die Unvereinbarkeit eines gleichzeitigen Beitritts der Ukraine zur DCFTA der Europäischen Union und zur Eurasischen Zollunion hatte vor allen Dingen rechtliche Gründe. Die Europäische Union konnte nach ihren Regeln keine bevorzugten Handelsabkommen mit Ländern abschließen, die nicht der WTO angehören, was Kasachstan und Belarus ausschloss. Außerdem gab es keine Anzeichen dafür, dass Russland den EU-Unternehmen einen besseren Zugang zu seinem Markt gewähren oder andere Regeln der EU übernehmen wollte. EU-Kommissar Štefan Füle erklärte dazu:
Es stimmt, dass die Mitgliedschaft in der Zollunion nicht mit den DCFTAs vereinbar ist, die wir mit der Ukraine, der Republik Moldau, Georgien und Armenien ausgehandelt haben. Das liegt nicht an ideologischen Differenzen; es geht hier nicht um einen Zusammenstoß von Wirtschaftsblöcken oder ein Nullsummenspiel. Der Grund dafür sind rechtliche Unmöglichkeiten: Man kann zum Beispiel nicht gleichzeitig seine Zölle gemäß dem DCFTA senken und sie aufgrund der Mitgliedschaft in der Zollunion erhöhen.
Janukowytsch erklärte zunächst, dass ein Beitritt zur Russischen Zollunion nicht auf der Tagesordnung stehe. Hinzu kam das rechtliche Hindernis rund um das Verfahren der damals inhaftierten Julija Timoschenko, das nach der Freilassung als ausgeräumt galt.
Begleitet wurde die geplante Unterzeichnung durch heftige Auseinandersetzungen in der Ukraine um Präsident Janukowytsch. Am 21. November 2013 setzte die ukrainische Regierung nach massivem wirtschaftlichen Druck Russlands mit dem Dekret zur Aussetzung des Assoziierungsvertrags zwischen der Ukraine und der EU die Vertragsverhandlungen mit der EU aus. In der sich wirtschaftlich stark verschlechternden Lage bemühte sich die ukrainische Regierung um Kredite zur Unterstützung des Staatshaushaltes; die Bedingungen, die der internationale Währungsfonds stellte, wurden aber nicht akzeptiert und die EU zeigte sich im Dezember 2013 ablehnend gegenüber der Forderung nach einem Hilfskredit von 20 Milliarden Euro. Nach der Zusage großzügiger Unterstützungen durch Russland erklärte Janukowytsch, dass er auf das Abkommen mit der Europäischen Union verzichten müsse. Im Gegenzug für den Verzicht senkte Russland den Preis für seine Erdgaslieferungen um etwa ein Drittel und stellte Käufe ukrainischer Staatsanleihen in Höhe von 15 Milliarden Dollar in Aussicht, die die Ukraine dringend benötigte, um kurzfristige Schulden zu begleichen. Bis zum Sturz Janukowytschs flossen drei Milliarden an die Ukraine. An die Übergangsregierung, die danach in der Ukraine installiert wurde, zahlte Russland keine weiteren Hilfen. Die völkerrechtswidrige Annexion der Krim durch Russland beschleunigte die Assoziierungsgespräche zwischen der Ukraine und der EU.

## Politische Auseinandersetzungen über die Justiz der Ukraine

Östliche Partnerschaft (2009)
Europäische Union (EU27)
Östliche Partnerländer

Nach der Verurteilung der ehemaligen ukrainischen Ministerpräsidentin Julija Tymoschenko im Oktober 2011 zu sieben Jahren Haft verschoben EU-Ratspräsident Herman Van Rompuy und Kommissionspräsident José Manuel Barroso die Unterzeichnung des bereits ausgehandelten Assoziierungsabkommens zwischen der Ukraine und der EU.
Timoschenko hatte während ihrer Amtszeit im Jahr 2009 Gasverträge mit Russland geschlossen. Sie wurde verurteilt, weil diese nachteilig für die Ukraine gewesen seien. Die EU unterstellte, dass das Urteil vor allem politisch begründet gewesen sei, forderte seine Revision und gleichzeitig eine umfassende Justizreform in der Ukraine. Eine Reihe von Gesetzesentwürfen, die eine Begnadigung Timoschenkos oder wenigstens eine Verringerung des Strafmaßes ermöglicht hätten, scheiterten im ukrainischen Parlament. Die Frage der Unterzeichnung des Assoziationsabkommens durch die EU-Staaten blieb deswegen bis zum EU-Gipfel der Östlichen Partnerschaft im November 2013 in Vilnius offen.

## Wirtschaftliche Folgen
Im Juli 2014 kündigte Russland an, das bestehende bilaterale Freihandelsabkommen von 1993 mit der Ukraine zu kündigen, um den russischen Markt vor EU-Importen zu schützen. Auf Importe aus der Ukraine werde von Russland künftig bei 98 % der Waren ein Zoll bis zu 7,8 % erhoben. Ab Januar 2016 galt ein russisches Verbot für Lebensmittelimporte aus der Ukraine.
Die Europäische Kommission veröffentlichte eine Aufstellung von Argumenten für eine Implementierung des Abkommens.

## Verschiebung des wirtschaftlichen Teils des Assoziierungsabkommens bis zum 31. Dezember 2015
Die EU-Kommission, die Regierung der Ukraine und Russland einigten sich Anfang September 2014 in trilateralen Gesprächen darauf, den wirtschaftlichen Teil des Abkommens erst Ende 2015 in Kraft zu setzen. „Wir haben vereinbart, die provisorische Anwendung bis zum 31. Dezember nächsten Jahres zu verzögern“, sagte EU-Handelskommissar Karel De Gucht am 12. September 2014 in Brüssel am Ende von Gesprächen mit Alexei Uljukajew, dem russischen Wirtschaftsminister, und Pawlo Klimkin, Außenminister der Ukraine. Der ukrainische Präsident Petro Poroschenko hatte sich laut Interfax für diese Verschiebung eingesetzt. Auch nach Pawlo Klimkins Aussage profitiere die Ukraine von der Verschiebung: „Das ist eine sehr wichtige Entscheidung und wir sind der EU sehr dankbar für das Angebot eines privilegierten Zugangs zum Europäischen Binnenmarkt. Das erlaubt unseren Unternehmen, sich auf eine weitere Liberalisierung des Handels vorzubereiten.“ Die Zustimmung der EU-Länder stand noch aus. Die einseitigen Handelserleichterungen - die Streichung der Einfuhrzölle in die EU - blieben nach der trilateren Vereinbarung vorbehaltlich der Zustimmung des Ministerrates der EU bestehen. Bestehen blieben die Zölle auf EU-Produkte, die in die Ukraine geliefert wurden.
Hintergrund war vor allem die Sorge Russlands, EU-Waren würden über die Ukraine auf den russischen Markt gelangen. Daher hatte die russische Regierung neue Zölle auf ukrainische Produkte angekündigt, wenn am 1. November 2014 wie geplant das Assoziierungsabkommen in Kraft trete. Der Verlust für die russische Wirtschaft durch den Wegfall der Einfuhrzölle der Ukraine wurde von russischer Seite auf zwei Milliarden Dollar geschätzt. Russland hatte am 1. September 2014 mit 2370 Änderungswünschen seine Besorgnis über die Konsequenzen für den russisch-ukrainischen Handel zum Ausdruck gebracht. Die Liste war am 11. Juli 2014 von Karel de Gucht erbeten worden. In Brüssel habe sich, nach der Darstellung der SZ, die Überzeugung durchgesetzt, „dass die wirtschaftliche Verflechtung zwischen Moskau und Kiew nicht ignoriert werden kann.“ Vor seinem Inkrafttreten sollen nach Erkenntnissen der SZ „Tausende Ausnahmen vereinbart werden“. Angela Merkel und andere Staats- und Regierungschefs sollen auf dem NATO-Gipfel Poroschenko wie EU-Kommissionspräsident José Manuel Barroso aufgefordert haben, kompromissbereiter zu agieren. Barroso hatte noch im November 2013 nach dem Scheitern des Abkommens kategorisch ausgeschlossen, trilaterale Verhandlungen unter Einbeziehung Russlands zu führen.
Als weiteres Motiv für Russlands Vorbehalte gegenüber dem Assoziierungsvertrag wurde in einer Tageszeitung die Befürchtung Russlands vermutet, der Westen erhalte Zugang zu der auch für Russland entscheidend bedeutsamen Rüstungs- und Raumfahrtindustrie der Ukraine.
EU-Erweiterungskommissar Štefan Füle klärte vor dem EU-Parlament in Straßburg den Hintergrund der Entscheidung auf. Die Ukraine selbst habe um die Verschiebung des wirtschaftlichen Teils des Abkommens gebeten: „Der Aufschub ist kein Ergebnis einer russischen Erpressung“. Damit reagierte Füle auf die Äußerungen mehrerer EU-Abgeordneter, die unterstellten, die Verschiebung sei durch Druck Russlands zustande gekommen, die EU habe diesem Druck nachgegeben und damit ihre eigentlichen Zielsetzungen verraten.

## Ratifizierung des Abkommens

Grün = EU-Mitglieder und Ukraine
dunkelgrün = Ratifizierungsurkunde hinterlegt

| Unterzeichner                                      | Datum                  | Institution                       | Zustimmung               | Ablehnung                | Stimmenthaltung          | Hinterlegt            | Einzelnachweis       |
| -------------------------------------------------- | ---------------------- | --------------------------------- | ------------------------ | ------------------------ | ------------------------ | --------------------- | -------------------- |
| Belgien*                                           | 23. April 2015         | Abgeordnetenkammer                | 102                      | 17                       | 19                       | 1. Februar 2016       |                      |
| Belgien*                                           | 13. Mai 2015           | Königliche Zustimmung             | zugestimmt               | zugestimmt               | zugestimmt               | 1. Februar 2016       |                      |
| Bulgarien                                          | 24. Juli 2014          | Nationalversammlung               | 90                       | 2                        | 1                        | 9. September 2014     | [ 57 ]               |
| Bulgarien                                          | 28. Juli 2014          | Zustimmung des Präsidenten        | zugestimmt               | zugestimmt               | zugestimmt               | 9. September 2014     | [ 58 ]               |
| Dänemark                                           | 18. Dezember 2014      | Parlament                         | 102                      | 8                        | 0                        | 18. Februar 2015      |                      |
| Deutschland                                        | 8. Mai 2015            | Bundesrat                         | 69                       | 0                        | 0                        | 22. Juli 2015         |                      |
| Deutschland                                        | 26. März 2015          | Bundestag                         | 567                      | 64                       | 0                        | 22. Juli 2015         | [ 59 ]               |
| Deutschland                                        | 27. Mai 2015           | Zustimmung des Präsidenten        | zugestimmt               | zugestimmt               | zugestimmt               | 22. Juli 2015         | [ 60 ]               |
| Estland                                            | 4. November 2014       | Parlament                         | 65                       | 1                        | 0                        | 12. Januar 2015       |                      |
| Estland                                            | 13. November 2014      | Zustimmung des Präsidenten        | zugestimmt               | zugestimmt               | zugestimmt               | 12. Januar 2015       |                      |
| Europäische Union und Europäische Atomgemeinschaft | 16. September 2014     | Europäisches Parlament            | 535                      | 127                      | 35                       | 11. Juli 2017         | [ 61 ] [ 62 ]        |
| Europäische Union und Europäische Atomgemeinschaft | 11. Juli 2017          | Rat der Europäischen Union        | angenommen               | angenommen               | angenommen               | 11. Juli 2017         | [ 63 ]               |
| Finnland                                           | 10. März 2015          | Parlament                         | angenommen               | angenommen               | angenommen               | 6. Mai 2015           |                      |
| Finnland                                           | 24. April 2015         | Zustimmung des Präsidenten        | zugestimmt               | zugestimmt               | zugestimmt               | 6. Mai 2015           | [ 64 ]               |
| Frankreich                                         | 7. Mai 2015            | Senat                             | angenommen               | angenommen               | angenommen               | 10. August 2015       |                      |
| Frankreich                                         | 25. Juni 2015          | Nationalversammlung               | angenommen               | angenommen               | angenommen               | 10. August 2015       |                      |
| Frankreich                                         | 7. Juli 2015           | Zustimmung des Präsidenten        | zugestimmt               | zugestimmt               | zugestimmt               | 10. August 2015       |                      |
| Griechenland                                       | 18. November 2015      | Parlament                         | angenommen               | angenommen               | angenommen               | 6. Januar 2016        |                      |
| Griechenland                                       | 24. November 2015      | Ausfertigung des Präsidenten      | zugestimmt               | zugestimmt               | zugestimmt               | 6. Januar 2016        |                      |
| Irland                                             | 27. Januar 2015        | Repräsentantenhaus                | 59                       | 19                       | 0                        | 17. April 2015        | [ 65 ] [ 66 ]        |
| Italien                                            | 10. September 2015     | Senat                             | 145                      | 39                       | 14                       | 11. Dezember 2015     |                      |
| Italien                                            | 11. Juni 2015          | Abgeordnetenkammer                | 245                      | 112                      | 31                       | 11. Dezember 2015     |                      |
| Italien                                            | 29. September 2015     | Zustimmung des Präsidenten        | zugestimmt               | zugestimmt               | zugestimmt               | 11. Dezember 2015     |                      |
| Kroatien                                           | 12. Dezember 2014      | Parlament                         | 118                      | 0                        | 0                        | 24. März 2015         |                      |
| Kroatien                                           | 18. Dezember 2014      | Zustimmung des Präsidenten        | zugestimmt               | zugestimmt               | zugestimmt               | 24. März 2015         |                      |
| Lettland                                           | 14. Juli 2014          | Parlament                         | 79                       | 0                        | 0                        | 31. Juli 2014         | [ 67 ] [ 68 ]        |
| Lettland                                           | 18. Juli 2014          | Zustimmung des Präsidenten        | zugestimmt               | zugestimmt               | zugestimmt               | 31. Juli 2014         | [ 69 ]               |
| Litauen                                            | 8. Juli 2014           | Parlament                         | 87                       | 0                        | 1                        | 29. Juli 2014         | [ 70 ] [ 71 ]        |
| Litauen                                            | 11. Juli 2014          | Zustimmung des Präsidenten        | zugestimmt               | zugestimmt               | zugestimmt               | 29. Juli 2014         | [ 72 ]               |
| Luxemburg                                          | 18. März 2015          | Deputiertenkammer                 | 52                       | 2                        | 3                        | 12. Mai 2015          |                      |
| Luxemburg                                          | 12. April 2015         | Ausfertigung durch den Großherzog | ausgefertigt             | ausgefertigt             | ausgefertigt             | 12. Mai 2015          |                      |
| Malta                                              | 21. August 2014        | Repräsentantenhaus                | zugestimmt               | zugestimmt               | zugestimmt               | 29. August 2014       | [ 73 ] [ 74 ] [ 75 ] |
| Niederlande**                                      | 7. April 2015          | Repräsentantenhaus                | 119                      | 31                       | 0                        | 15. Juni 2017         |                      |
| Niederlande**                                      | 7. Juli 2015           | Senat                             | 55                       | 20                       | 0                        | 15. Juni 2017         |                      |
| Niederlande**                                      | 8. Juli 2015           | Königliche Ausfertigung           | zugestimmt               | zugestimmt               | zugestimmt               | 15. Juni 2017         |                      |
| Niederlande**                                      | 6. April 2016          | konsultatives Referendum          | 38,2 %                   | 61,0 %                   | 0,8 %                    | 15. Juni 2017         | [ 6 ]                |
| Niederlande**                                      | 23. Februar 2017       | Repräsentantenhaus                | 89                       | 55                       | 6                        | 15. Juni 2017         | [ 76 ]               |
| Niederlande**                                      | 30. Mai 2017           | Senat                             | 50                       | 25                       | 0                        | 15. Juni 2017         | [ 77 ]               |
| Niederlande**                                      | 31. Mai 2017           | Königliche Ausfertigung           | zugestimmt               | zugestimmt               | zugestimmt               | 15. Juni 2017         | [ 78 ]               |
| Österreich                                         | 24. Juli 2015          | Bundesrat                         | angenommen               | angenommen               | angenommen               | 6. August 2015        |                      |
| Österreich                                         | 8. Juli 2015           | Nationalrat                       | 134                      | 47                       | 0                        | 6. August 2015        |                      |
| Österreich                                         | 31. Juli 2015          | Präsident                         | zugestimmt               | zugestimmt               | zugestimmt               | 6. August 2015        |                      |
| Polen                                              | 4. Dezember 2014       | Senat                             | 76                       | 0                        | 0                        | 25. März 2015         |                      |
| Polen                                              | 28. November 2014      | Repräsentantenhaus                | 427                      | 1                        | 0                        | 25. März 2015         |                      |
| Polen                                              | 17. Dezember 2014      | Zustimmung des Präsidenten        | zugestimmt               | zugestimmt               | zugestimmt               | 25. März 2015         |                      |
| Portugal                                           | 20. März 2015          | Nationalversammlung               | angenommen               | angenommen               | angenommen               | 13. Mai 2015          |                      |
| Portugal                                           | 23. April 2015         | Zustimmung des Präsidenten        | zugestimmt               | zugestimmt               | zugestimmt               | 13. Mai 2015          |                      |
| Rumänien                                           | 2. Juli 2014           | Deputiertenkammer                 | 293                      | 0                        | 0                        | 14. Juli 2014         | [ 79 ]               |
| Rumänien                                           | 3. Juli 2014           | Senat                             | 113                      | 1                        | 1                        | 14. Juli 2014         | [ 80 ]               |
| Rumänien                                           | 9. Juli 2014           | Zustimmung des Präsidenten        | zugestimmt               | zugestimmt               | zugestimmt               | 14. Juli 2014         | [ 81 ]               |
| Schweden                                           | 26. November 2014      | Parlament                         | 250                      | 44                       | 0                        | 9. Januar 2015        |                      |
| Slowakei                                           | 24. September 2014     | Nationalrat                       | 132                      | 0                        | 2                        | 21. Oktober 2014      |                      |
| Slowakei                                           | 16. Oktober 2014       | Zustimmung des Präsidenten        | zugestimmt               | zugestimmt               | zugestimmt               | 21. Oktober 2014      |                      |
| Slowenien                                          | 13. Mai 2015           | Nationalversammlung               | 68                       | 3                        | 1                        | 27. Juli 2015         |                      |
| Slowenien                                          | 21. Mai 2015           | Zustimmung des Präsidenten        | zugestimmt               | zugestimmt               | zugestimmt               | 27. Juli 2015         |                      |
| Spanien                                            | 15. April 2015         | Senat                             | angenommen               | angenommen               | angenommen               | 19. Mai 2015          |                      |
| Spanien                                            | 19. Februar 2015       | Deputiertenkongress               | 296                      | 1                        | 12                       | 19. Mai 2015          |                      |
| Spanien                                            |                        | Königliche Ausfertigung           | zugestimmt               | zugestimmt               | zugestimmt               | 19. Mai 2015          |                      |
| Tschechien                                         | 10. Dezember 2014      | Senat                             | 52                       | 3                        | 12                       | 12. November 2015     |                      |
| Tschechien                                         | 17. September 2015     | Deputiertenkammer                 | 107                      | 29                       | 2                        | 12. November 2015     |                      |
| Tschechien                                         | 27. Oktober 2015       | Zustimmung des Präsidenten        | zugestimmt               | zugestimmt               | zugestimmt               | 12. November 2015     |                      |
| Ukraine                                            | 16. September 2014     | Parlament                         | 355                      | 0                        | 0                        | 26. September 2014    | [ 82 ]               |
| Ukraine                                            | 16. September 2014     | Zustimmung des Präsidenten        | zugestimmt               | zugestimmt               | zugestimmt               | 26. September 2014    | [ 83 ]               |
| Ungarn                                             | 25. November 2014      | Nationalversammlung               | 139                      | 5                        | 0                        | 7. April 2015         |                      |
| Ungarn                                             | 5. Dezember 2014       | Zustimmung des Präsidenten        | zugestimmt               | zugestimmt               | zugestimmt               | 7. April 2015         |                      |
| Vereinigtes Königreich                             | 9. März 2015           | House of Commons                  | angenommen               | angenommen               | angenommen               | 8. April 2015         |                      |
| Vereinigtes Königreich                             | 23. Februar 2015       | House of Lords                    | angenommen               | angenommen               | angenommen               | 8. April 2015         |                      |
| Vereinigtes Königreich                             | 19. März 2015          | Zustimmung der Königin            | zugestimmt               | zugestimmt               | zugestimmt               | 8. April 2015         |                      |
| Zypern                                             | 29. Oktober 2015       | Repräsentantenhaus                | angenommen               | angenommen               | angenommen               | 29. Januar 2016       |                      |
| Zypern                                             | 6. November 2015       | Zustimmung des Präsidenten        | zugestimmt               | zugestimmt               | zugestimmt               | 29. Januar 2016       |                      |
| insgesamt                                          | begonnen: 30 von 30*** |                                   | abgeschlossen: 30 von 30 | abgeschlossen: 30 von 30 | abgeschlossen: 30 von 30 | hinterlegt: 30 von 30 |                      |

* Belgien nutzt ein Ein-Kammer-Prozedere, d. h. der Senat muss in diesem Fall nicht zustimmen.
** In den Niederlanden wurde die erste Ratifizierung zunächst durch ein Referendum infrage gestellt, dieses wurde nach Zusätzen zum Vertrag von Repräsentantenhaus und Senat revidiert.
*** Die 30 Vertragsparteien sind die 28 EU-Mitglieder, die EU/Euratom und die Ukraine.

## Ratifizierung in den Niederlanden
Das Vertragswerk musste in den Niederlanden als letztem der 28 EU-Länder ratifiziert werden. Obwohl dort der Vertrag wie in allen Mitgliedsländern bereits von den zuständigen legislativen Körperschaften gebilligt und vom Staatsoberhaupt genehmigt worden war, wurde am 6. April 2016 ein vom Volk beantragtes Referendum über das Assoziierungsabkommen durchgeführt, bei dem die Mehrheit der Wahlbeteiligten gegen das Abkommen stimmten. Da bei der Verabschiedung des Abkommens in der EU vorausgesehen wurde, dass das Ratifikationsverfahren der Mitgliedsländer längere Zeit in Anspruch nehmen würde, wurden Übergangsregelungen getroffen. Die Handelsbestimmungen des Abkommens gelten vorläufig seit dem 1. Januar 2016, einschließlich Kapitel IV, wenn auch – vorbehaltlich der Ratifizierung aller Länder – weiterhin noch provisorisch. Bereits im Juni 2014 erhielt die Ukraine einen weitgehend zollfreien Zugang zum gesamten EU-Binnenmarkt, der zunächst bis zum 1. November 2014 befristet war. Das Assoziierungsabkommen wurde dennoch durch Abstimmungen im Unterhaus am 21. Februar 2017 und im Oberhaus am 30. Mai 2017 ratifiziert.  Die niederländische Regierung stellte mehrere Hauptpunkte fest, die ihrer Meinung nach der Grund für die Abstimmung gegen den Vertrag waren. Die Regierung verhandelte mit den anderen EU-Mitgliedstaaten über eine Ergänzung und Klarstellung des Vertrages, um diese Einwände auszuräumen. Auf einem EU-Gipfel am 15. Dezember 2016 stimmten die EU-Länder der Erklärung zu, die folgende Punkte enthielt:
1. keine Begründung des EU-Kandidatenstatus für die Ukraine durch dieses Abkommen
2. keine Garantien für militärische Hilfe oder Sicherheitsgarantien für die Ukraine
3. keine Freiheit der Ukrainer, sich in der EU aufzuhalten oder zu arbeiten
4. keine Erhöhung der bilateralen finanziellen Unterstützung für die Ukraine auf der Grundlage des Abkommens
5. das Ziel, auf die Verringerung der Korruption in der Ukraine hinzuarbeiten und (als letztes Mittel) das Abkommen auszusetzen, wenn nicht genügend Fortschritte erzielt werden.

Dieser Nachtrag wurde von den EU-Mitgliedstaaten gebilligt, nicht aber von der Europäischen Union oder der Ukraine. Anschließend wurde dem Parlament ein neues Ratifizierungsgesetz vorgelegt. Am 21. Februar 2017 verabschiedete das Repräsentantenhaus das Abkommen mit 89 Ja-Stimmen und 55 Nein-Stimmen. Am 30. Mai 2017 stimmte der Senat dem Abkommen mit 50 Ja-Stimmen und 25 Nein-Stimmen zu. Das bedeutete, dass das Abkommen vom niederländischen Parlament angenommen wurde. Anschließend hinterlegten die Niederlande ihre Ratifizierungsurkunde im Juni 2017 und beendeten damit ihre Ratifizierungsphase. Der Nachtrag trat mit Hinterlegung der Ratifikationsurkunde in Kraft. Nach der Hinterlegung taten dies auch die Europäische Union und Euratom, so dass das Abkommen am 1. September 2017 in Kraft treten konnte.

## Politische Bewertungen und Kritik
Das Verhalten der Europäischen Union wurde international von Politikern kritisiert. Das Freihandelsabkommen der EU (DCFTA) schließe intensive wirtschaftliche Beziehungen der Ukraine zu ihren bedeutendsten Wirtschaftspartnern in der von Russland geführten Zollunion weitgehend aus. Damit habe man der Ukraine nur ein „Entweder-oder“ angeboten, also die Ukraine nicht als Brücke zwischen der EU und Russland verstanden. Auf diese Weise habe man die derzeitige politische Krise in der Ukraine mitverursacht.
Der ehemalige Staatspräsident der Sowjetunion und Friedensnobelpreisträger Michail Gorbatschow kritisierte, dass Russland nicht einbezogen wurde, obwohl es „Interessen Russlands“...„eine Partnerschaft mit der EU und der Ukraine“...„unmittelbar berührt“. Laut Gorbatschow haben die Führer der EU mit dem Abkommen „weder genügend politische Weisheit“ noch „eine langfristige Vision“ gezeigt.
Altkanzler Helmut Schmidt bezeichnete in einem Interview im Mai 2014 die Politik der EU-Kommission als unfähig und größenwahnsinnig. Sie mische sich in die Weltpolitik ein und provoziere damit die Gefahr eines Krieges. Die „Bürokraten in Brüssel“ hätten die Ukraine vor die „scheinbare Wahl“ gestellt, sich zwischen West und Ost entscheiden zu müssen. Günter Verheugen widersprach Schmidt: EU-Politiker, nicht Beamte, hätten sich offen mit dem sogenannten Euro-Maidan solidarisiert und nicht gesehen oder sehen wollen, dass es sich weder um eine landesweite noch um eine homogene Bewegung handelte. Europäische Politiker hätten sich als „blind für die innenpolitischen Spannungen zwischen der Ost- und der Westukraine“ erwiesen. „Weil europäische politische Eliten nur noch in Kategorien wie prorussisch und proeuropäisch denken konnten und den Konflikt statt den Dialog mit Russland bevorzugten, haben sie – und nicht die Brüsseler Bürokraten – die schwerste Krise in Europa in diesem Jahrhundert mit ausgelöst. Ein Gutteil der Verantwortung dafür liegt in Berlin.“
Altkanzler Helmut Kohl äußerte am 12. März 2013 gegenüber Bild, die Aufbruchstimmung in der Ukraine sei nicht immer klug begleitet worden. Ebenso habe es an Sensibilität im Umgang mit den russischen Nachbarn gemangelt, insbesondere mit Präsident Putin.
Altkanzler Gerhard Schröder kritisierte in der Zeit-Matinee am 9. März 2014, die EU hätte beim Assoziierungsabkommen angesichts der kulturellen Teilung der Ukraine kein Entweder-oder formulieren dürfen. Ein Sowohl-als-auch wäre vernünftiger gewesen. Schröder verwies auch auf die nachvollziehbaren Einkreisungsängste der russischen Regierung angesichts der Entwicklungen der Vergangenheit.
Der ehemalige Außenminister Hans-Dietrich Genscher forderte, an der Idee einer gemeinsamen Freihandelszone mit Russland festzuhalten. „Es wäre schön, wenn daraus etwas geworden wäre. Dann wäre die Frage der Assoziierung der Ukraine mit der EU möglicherweise anders eingeschätzt worden.“
Erhard Eppler kritisierte, dass die EU, als der Assoziierungsvertrag ausgehandelt wurde, nicht von sich aus Kontakt mit Russland aufgenommen hatte, weil niemand dafür zuständig gewesen sei. Nur ein europäischer Außenminister hätte diese Kompetenz haben können. „Alles deutet darauf hin, dass eine Einigung möglich gewesen wäre – etwa auf der Basis des Kissinger-Vorschlags: Die Ukraine darf mit der EU alles Mögliche abschließen, wenn sie keinem militärischen Bündnis beitritt.“
Gernot Erler stellte dar, dass es von Vorteil sei, darüber nachzudenken, wie bestimmte Positionen Russlands zustande gekommen seien. „Hat die EU nicht gesehen, in welch kritischer Finanzsituation die Ukraine steht?“ Die von der EU geforderte Entweder-Oder-Entscheidung habe die aktuellen ukrainischen Probleme befeuert. Diese „Stresssituation“ habe sich in täglichen Demonstrationen manifestiert, die man hätte vermeiden müssen. Die Frustration Russlands sieht Erler im Vorgehen des Westens in den Jelzin-Jahren begründet (Die Osterweiterung von NATO und EU, Kosovo-Konflikt, Raketenabwehrpläne). „Dem Westen wird seitdem vorgehalten, Russlands Schwäche ausgenutzt zu haben.“
Niels Annen, von 2011 bis 2013 Mitarbeiter im Referat Internationale Politikanalyse der Friedrich-Ebert-Stiftung, stellte am 16. Mai 2014 kritisch fest, die Assoziierung sei als „Alternative zur Mitgliedschaft“ gedacht gewesen. „Das was die EU-Kommission in den letzten Jahren daraus gemacht hat, war eine de facto Beitrittsverhandlung. Dass das auf Dauer nicht gut gehen konnte, wenn man die Ukraine vor eine unmögliche Wahl zwischen Ja zu Europa und Nein zu Russland stellt, das ist (…) hinreichend deutlich geworden.“
Der Politikwissenschaftler John Mearsheimer sieht den Assoziierungsvertrag als Teil einer politischen „Dreierpackung“ (triple package of policies) des Westens aus NATO-Osterweiterung, Ausweitung der EU-Expansion und Demokratieförderung, die Öl in das erwartete Feuer goss. „Der Zündfunke kam im November 2013, als Yanukovytsch das Assoziierungsabkommen ablehnte und stattdessen das russische Gegenangebot von 15 Mrd. Dollar annahm.“
Theo Sommer, früherer Chefredakteur und Herausgeber der Zeit, schlug vor dem Gipfel in Vilnius vor, statt des Assoziierungsabkommens ein Freihandelsabkommen zu schließen: „In Wahrheit geht es um ein neues und großes geopolitisches Spiel. Soll die EU wirklich bis Armenien und Georgien reichen? Wären da nicht Freihandelsabkommen, denen nicht expansiver Ehrgeiz aus allen Knopflöchern stinkt, der bessere Weg der Assoziierung?“ Er befürwortete Dreiergespräche einschließlich Russlands, um die drohende Entstehung eines neuen Eisernen Vorhangs zu verhindern.
Am 3. März 2016 berichtete Reuters über eine Äußerung von EU-Kommissionspräsident Jean-Claude Juncker in Den Haag am 1. März 2016 im Zusammenhang mit dem anstehenden Referendum in den Niederlanden zum EU-Assoziierungsabkommen mit der Ukraine: Die Ukraine werde mit Sicherheit in den nächsten 20 bis 25 Jahren kein Mitglied der EU werden können. Gleiches gelte für einen Beitritt des osteuropäischen Landes zur NATO. Theo Sommer kommentierte diese Äußerung als Eingeständnis der Wahrheit, dass die Ukraine bei Lichte betrachtet ein failing state oder gar schon ein failed state sei, „ein marodes, kleptokratisches, von bestechlichen Bürokraten und milliardenschweren Oligarchen für ihre eigenen Zwecke ausgeplündertes Staatswesen.“ Die Politik der EU, die Ukraine ins eigene Lager zu ziehen, habe sich als falsch erwiesen. Nun komme es darauf an, die Ukraine „wieder in das geschichtlich gewachsene Beziehungsgeflecht mit Russland einzuweben“.

## Umsetzung des Abkommens
Vor der Liberalisierung des Handels muss die Ukraine eine Reihe von Reformmaßnahmen zur Rechtsangleichung durchführen, wofür ein Zeitraum von 10 Jahren bis 2026 vorgesehen ist. Beim Gipfel im November 2016 stellte Präsident Juncker fest, in den vergangenen drei Jahren seien die Fortschritte größer gewesen als in den 20 Jahren vorher.
Die Ukraine muss bis 2026 ihre Standards und Normen durch entsprechende Gesetzgebung in folgenden Wirtschaftsbereichen an die der EU angleichen:
- Wettbewerb
- Öffentliche Ausschreibungen
- Zoll und Handel erleichternde Maßnahmen
- Schutz geistigen Eigentums
- Energiehandel, einschließlich Investitionen, Transit und Transport

Dies erforderte folgende Maßnahmen
- Schrittweise Liberalisierung des Warenhandels
- Erleichterungen beim Zahlungsverkehr
- Einschränkungen bei der Freizügigkeit natürlicher Personen
- Binnenmarktbehandlung für (einige) Unternehmen und ihre Voraussetzungen (Finanzdienstleistungen, elektronische Kommunikationsdienstleistungen, Post- und Kurierdienst und internationale Transportdienstleistungen)
- Prüfungsverfahren für die Rechtsangleichung

## Grenzen des Abkommens
In Kernbereichen war die Ukraine immer noch weit entfernt von einer vollen Beteiligung am Binnenmarkt. Dies betraf hauptsächlich tarifäre und mengenmäßige Beschränkungen, die Niederlassungsfreiheit von Unternehmen und Privatpersonen in der EU, die freie Arbeitsplatzwahl und Bewegungsfreiheit, sowie die Kapital- und Zahlungsverkehrsfreiheit.